# Episodi di Solo Leveling

Il logo della serie

Solo Leveling è una serie televisiva anime basata su una web novel sudcoreana con lo stesso nome scritta da Chugong. Prodotta da A-1 Pictures e diretta da Shunsuke Nakashige, Noboru Kimura scrive i dialoghi, Tomoko Sudo si occupa del design dei personaggi e Hiroyuki Sawano compone le musiche. Originariamente prevista per il 2023, è stata in seguito rimandata, e alla fine trasmessa tra il 7 gennaio e il 31 marzo 2024 su Tokyo MX e altri network.Crunchyroll trasmette la serie in Nord America, America Centrale, Sud America, Europa, Africa, Oceania, Medio Oriente, e India. I primi episodi sono stati mostrati in anteprima nel dicembre 2023 a Tokyo, Seoul, Los Angeles, India ed Europa.
La sigla di apertura è intitolata "Level", suonata da SawanoHiroyuki[nZk]: Tomorrow X Together, mentre quella di chiusura è chiamata "Request" ed suonata da Krage. Crunchyroll possiede l'esclusiva per la ritrasmissione fuori da Cina, Giappone e Corea del Sud. Medialink possiede la licenza per trasmissione nel sud est asiatico e l'Oceania (tranne l'Australia e la Nuova Zelanda).
Al termine della prima stagione, è stata annunciata la seconda, intitolata Arise from the Shadow che è andata in onda dal 4 gennaio al 29 marzo 2025. La sigla d'apertura è Reawaker di LiSA (feat. Felix degli Stray Kids), mentre quella di chiusura è Un-Apex di TK from Ling Tosite Sigure. Un film compilation, intitolato ReAwakening, è stato proiettato insieme ai primi due episodi della seconda stagione in Giappone dal 29 novembre al 12 dicembre 2024. Crunchyroll ha acquisito i diritti nordamericani e internazionali per il film compilation, che è stato proiettato negli Stati Uniti e in Canada dal 6 dicembre 2024. In Italia il film è stato proiettato dal 2 al 4 dicembre 2024.

## Lista episodi

### Prima stagione
| Nº serie | Nº  | Titolo italiano | In onda          | In onda          |
| Nº serie | Nº  | Titolo italiano | Giapponese       | Italiano         |
| 1        | 1   | I'm Used to It | 7 gennaio 2024   | 20 gennaio 2024  |
| 1        | 1   | Nel mondo sono iniziati a comparire i cosiddetti Gate, portali collegati a un altro mondo da cui provengono bestie magiche ostili agli esseri umani e immuni alle armi convenzionali. Allo stesso tempo, però, alcune persone sono state in grado di risvegliare dei poteri per poterle combattere: costoro vengono soprannominati Hunter, la cui forza viene classificata attraverso un sistema di gradi che vanno (in ordine decrescente) dal grado S, A, B, C, D ed E; tuttavia, il loro potere risulta immutabile e, quindi, non possono diventare più forti. A dieci anni dalla comparsa dei Gate, in un mondo che sta tentando di ricavare energia sostenibile dal mana proveniente dai cristalli ricavati nei dungeon all'interno dei portali e dei mostri - i quali vengono usati anche per sostenere economicamente gli Hunter e/o ricavare equipaggiamenti più forti -, in Corea del Sud vive Sung Jinwoo, un hunter di grado E talmente debole da rimanere ferito anche nei gate di grado più basso, venendo soprannominato "l'arma più debole dell'umanità". Durante un raid in un gate di grado D, il gruppo di Jinwoo, composto anche dalla sua amica healer di grado B Lee Joohee, i grado D Kim Sangshik e Park Beom-Shik, e il mago di grado C Song Chi-Yul che funge da leader, dopo aver sconfitto il boss finale incappano in un misterioso tunnel che credono trattarsi di un dungeon doppio. Non avendo guadagnato quasi nulla ma non volendo andare contro le direttive dell'Associazione degli Hunter - oltre al fatto che il gate si chiude a un'ora dalla sconfitta del boss finale -, Chi-Yul decide di mettere la decisione ai voti, con un pareggio di sei che alla fine viene risolto da Jinwoo per poter continuare: egli, infatti, è l'unico, dopo la scomparsa del padre, a provvedere alle cure della madre, ricoverata in ospedale, e agli studi universitari della sorella. Una volta giunti davanti a una gigantesca porta, il gruppo entra del cosiddetto Tempio di Cartenon, un'enorme sala circondata da statue di cui una, molto più grande delle altre, raffigura una sorta di divinità. Una volta letti i comandamenti del tempio, ossia "riverisci sempre Dio", "rendi sempre gloria a Dio", e "prova la tua fede a Dio", all'improvviso la porta si chiude e una delle statue uccide sotto lo sguardo scioccato dei presenti un hunter che aveva cercato di aprirla. Ricordandosi dell'avvertimento di Joohee secondo cui aveva visto anche la Statua di Dio muoversi, Jinwoo fa appena in tempo ad accorgersene e grazie al suo istinto, ricavato dalle diverse situazioni di vita e di morte in cui si è ritrovato durante i raid, avverte i presenti di abbassarsi prima che la statua incenerisca alcuni di loro con dei raggi che partono dagli occhi. |                  |                  |
| 2        | 2   | If I Had One More Chance | 14 gennaio 2024  | 27 gennaio 2024  |
| 2        | 2   | Temendo la verifica di un Dungeon Break, ossia la fuoriuscita dei mostri dovuta al mancato completamento di un dungeon a causa dell'avvicinarsi della fine del periodo, Jinwoo capisce che il dungeon ha delle regole specifiche per essere completato, ovvero i comandamenti stessi: il primo, "riverisci sempre Dio", implica di non alzarsi entro una certa altezza e inchinarsi davanti alla Statua di Dio, al che quest'ultima mostra uno spaventoso ghigno per poi alzarsi, iniziando a calpestare i presenti. Mentre gli hunter vengono decimati, Jinwoo capisce che le statue sono la chiave per il secondo comandamento, "rendi sempre gloria a Dio": a differenza di quelle armate, le statue dotate di strumenti musicali iniziano a suonare, riportando la Statua di Dio sul suo trono. Gli unici sopravvissuti sono Jinwoo, mutilato al piede destro, Joohee, che esaurisce il proprio mana cercando di curarlo, Song Chi-Yul, rimasto senza il braccio sinistro, e Kim Sangshik, Kang Jeongho e Ra Hyeyoung. In quel momento la Statua di Dio erge un altare al centro della sala per l'ultimo comandamento, "prova la tua fede a Dio"ː risulta chiaro a tutti che qualcuno debba sacrificarsi per completare il dungeon, e Sangshik, furioso per la morte dell'amico Park Beom-Shik che stava per diventare padre una seconda volta, minaccia Chi-Yul affinché sia lui a farlo in quanto leader della spedizione (nonostante la decisione di entrare nel dungeon doppio sia stata presa per votazione). Una volta che Chi-Yul arriva all'altare si accende solo una fiamma rossa intorno a esso, così come altre tre quando Jinwoo chiede a Kang Jeongho e Ra Hyeyoung di portarlo e due con Sanshik e Joohee. In quel momento appaiono diverse fiamme blu intorno al perimetro e la porta si apre, ma anche le statue iniziano a muoversi e a dirigersi verso di loro, le quali sembrano fermarsi nel momento in cui vengono guardate. Quando le fiamme blu iniziano a spegnersi Jinwoo capisce che devono resistere fino allo scadere del tempo, ma Ra Hyeyoung, ormai traumatizzata dagli eventi, sceglie di fuggire e riesce a oltrepassare la porta che si chiude leggermente. Temendo che la prova non sia altro che una trappola, anche Kang Jeongho fugge, seguito da Sangshik che abbandona anche la sua spada. Rimasti solo in tre, Chi-Yul chiede a Joohee di portare via Jinwoo mentre lui rimarrà, ma le gambe della ragazza cedono a causa del troppo stress accumulato, con il ragazzo che gli chiede di portarla via. Rimasto da solo e armato solo della spada di Sangshik, Jinwoo viene colpito pesantemente dalle statue che lo mutilano anche del braccio destro, finendo sopra l'altare dove maledice la propria debolezza. Nel momento in cui sta per ricevere il colpo di grazia, l'ultima fiamma blu si spegne e un messaggio gli dice di avere completato la quest nascosta "Il coraggio del debole", permettendogli di diventare un Player se accetta l'offerta. |                  |                  |
| 3        | 3   | It's Like a Game | 21 gennaio 2024  | 3 febbraio 2024  |
| 3        | 3   | Jinwoo si risveglia dopo avere dormito per tre giorni, inizialmente pensando di avere sognato gli eventi del dungeon doppio. Tuttavia, capisce che ciò è accaduto veramente quando due ispettori della Divisione Sorveglianza dell'Associazione degli Hunter, tra cui il loro capo Woo Jinchul, lo interrogano in merito agli eventi del dungeon doppio - scoprendo che Joohee è rimasta traumatizzata mentre Chi-Yul rischia di ritirarsi per la perdita del braccio. Inoltre, vogliono verificare se abbia sperimentato un "secondo risveglio", fenomeno raro in cui un hunter vede un aumento delle sue abilità, ma il test dà esito negativo. Nello stesso momento Jinwoo visualizza altri messaggi come quello che lo ha dichiarato un Player: schermate visibili solo a lui gli assegnano obiettivi giornalieri da completare, con una penalità in caso non vi riesca e una serie di ricompense in caso di successo. Dopo avere ignorato l'obiettivo del primo giorno ed essere quasi morto a causa della penalità - che lo ha portato in una zona desertica in cui viene costantemente inseguito dai mostri -, Jinwoo inizia a completare le quest giornaliere, ricevendo come ricompensa punti bonus alle proprie statistiche e delle scatole premio, in una delle quali trova un oggetto speciale: una chiave per un Instance Dungeon. Motivato dal suo desiderio di poter sostenere la sorella e la madre, con quest'ultima ricoverata a causa della Sindrome del Sonno eterno (una condizione in cui i normali esseri umani sprofondano a causa dell'esposizione al mana), Jinwoo si dirige alla metropolitana di Hapjeong dove apre l'Instance Dungeon, scoprendo di non potervi uscire a meno che non elimini il boss oppure utilizzi una Pietra del ritorno, iniziando a confrontarsi con tre goblin che riesce a sconfiggere prima di affrontare un Lycan zanne d'acciaio. |                  |                  |
| 4        | 4   | I've Gotta Get Stronger | 28 gennaio 2024  | 10 febbraio 2024 |
| 4        | 4   | Jinwoo riesce a sconfiggere diversi Lycan (ottenendo il titolo di Ammazzalupi che lo rende più forte contro i mostri di tipo bestia) grazie alla sua nuova forza e alla spada di Kim Sangshik, presente in un "Inventario" da cui può prendere diversi oggetti oppure acquistarli o venderli in un "Negozio". Inoltre, più procede nel dungeon e uccide mostri, la cui pericolosità è indicata dal colore del nome (bianco debole, arancione stesso livello e rosso più forte), più aumenta di livello e guadagna punti abilità, arrivando infine a fronteggiare il boss finale, un gigantesco serpente noto come Kasaka blu dalle zanne velenose. Il mostro, tuttavia, risulta ancora più forte per Jinwoo, il quale, stanco della sua nomea di più debole fin da quando gli è stato affibbiato il suo soprannome, si scaglia contro l'avversario e lo sconfigge facendo ricorso alla pura forza bruta, e come ricompensa per aver completato l'Instance Dungeon riceve la Zanna velenosa di Kasaka, un pugnale molto più forte e con due debuff, e una parte del suo veleno. Tornato nel mondo reale, Jinwoo viene condotto da un soldato nei pressi di un Dungeon Break, dove un golem non riesce a essere scalfito dagli hunter accorsi; tra essi riconosce Joohee, la quale non riesce a usare bene i suoi poteri di healer per via del suo trauma. Decide, quindi, di scagliare la spada ormai rotta verso il golem, distruggendone le difese e permettendo agli hunter di abbatterlo. L'unica a riconoscerlo mentre si allontana è Joohee, la quale non si capacita di come possa essere diventato così forte. |                  |                  |
| 5        | 5   | A Pretty Good Deal | 4 febbraio 2024  | 17 febbraio 2024 |
| 5        | 5   | Continuando con i suoi allenamenti Jinwoo ottiene un corpo molto più forte, e, una volta dimesso dall'ospedale, decide di pagare lo stipendio dell'appartamento in cui vive insieme alla sorella Jinah facendosi ingaggiare per ripulire un dungeon di grado C. Giunto sul posto incontra l'hunter di grado C Hwang Dongsuk e i suoi cinque compagni, il quale, come stabilito dal loro contratto, rende Jinwoo l'addetto al trasporto degli oggetti, escludendolo di fatto da qualsiasi spartizione ricavata dai cristalli lasciati dai mostri; inoltre, per raggiungere gli otto membri richiesti per affrontare il dungeon, viene assoldato anche Yoo Jinho, un hunter di grado D alla sua prima spedizione e dotato di un equipaggiamento costoso. Il gruppo si scontra con dei mostri di tipo insetto e scoprendone altri già feriti, capendo di essere vicini al boss: un gigantesco ragno dormiente in una stanza ricca di cristalli di mana, i quali, come farà notare Jinho consultando il contratto di Jinwoo, verranno implementati come pagamento per quest'ultimo. Tuttavia, Dongsuk e il suo gruppo si rivelano essere le cosiddette "lucertole", ossia hunter che non si fanno scrupoli a sacrificare i membri più deboli della spedizione per il proprio tornaconto: il loro piano è di appropriarsi di tutti i cristalli trovati, bloccando Jinwoo e Jinho nella stanza del boss che viene svegliato dal rumore. Per nulla impressionato se lo compara alle statue del dungeon doppio, Jinwoo si prepara a fronteggiarlo. |                  |                  |
| 6        | 6   | The Real Hunt Begins | 11 febbraio 2024 | 24 febbraio 2024 |
| 6        | 6   | Dopo una feroce battaglia, Jinwoo sconfigge con successo il boss sotto gli occhi stupefatti di Jinho che crede possa essere un falso grado, ovvero hunter in grado di controllare il proprio mana così da ricevere un basso grado e che, il più delle volte, si rivelano pericolosi assassini. Quando Dongsuk e i suoi uomini fanno ritorno si sorprendono nel trovare i due ragazzi ancora vivi, tentando di convincere Jinho a uccidere Jinwoo per avere salva la vita in quanto hanno scoperto trattarsi del figlio di Yoo Myunghan, il presidente dell'impresa edile Yoojin. Al suo rifiuto, però, il gruppo si prepara ad aggredirli, con Jinwoo che riceve dal Sistema una nuova quest: uccidere gli elementi ostili. Dopo un breve momento di incertezza che lo porta quasi a rischiare la vita, Jinwoo decide di massacrarli uno a uno lasciando per ultimo Dongsuk, incurante delle sue suppliche. Una volta usciti dal dungeon, Jinwoo e Jinho utilizzano la scusa che il resto dei membri della spedizione sono rimasti uccisi dal boss; inoltre, Jinwoo riceve la skill Istinto omicida, il cui effetto è dimezzare per un minuto il valore di tutte le abilità dell'avversario. |                  |                  |
| 7        | 7   | Let's See How Far I Can Go | 18 febbraio 2024 | 2 marzo 2024     |
| 7        | 7   | Jinwoo scopre di avere la Benedizione di Kandiaru, una skill ricevuta come ricompensa per aver completato il dungeon doppio in grado di farlo guarire più rapidamente e annullare qualsiasi malus. Subito dopo viene contattato da Jinho che gli offre trenta miliardi di won, ovvero la cifra dell'edificio adibito per la gilda affiliata all'impresa edile di suo padre, in cambio della sua partecipazione a diciannove raid per avere i requisiti come capogilda al posto del fratello maggiore, il quale non è un risvegliato e sta anche cercando di convincere almeno uno dei grado S presenti nelle altre gilde, rischiando però di inimicarsele. Jinwoo, tuttavia, rifiuta in quanto, una volta che avrà raggiunto un livello abbastanza alto da essere equiparabile a un grado S, se non di più, potrà ottenerli comunque. Nel frattempo l'Associazione degli Hunter investiga sulla morte di Dongsuk mentre il fratello minore di questi, Hwang Dongsoo, hunter di grado S risiedente negli Stati Uniti, incolpa Jinwoo e Jinho e giura vendetta. Notando che i valori della quest giornaliera continuano ad aumentare oltre i requisiti richiesti, dopo averli massimizzati Jinwoo viene premiato con un'altra chiave, questa volta per un dungeon di grado S chiamato Castello dei Demoni il cui premio è l'Elisir della vita, in grado di curare qualsiasi malattia. Capendo di poterla usare per curare la madre dalla Sindrome del Sonno eterno, Jinwoo entra nell'Instance Dungeon presente alla Daesung Tower nel distretto di Songpa, dove affronta un Cerbero che va vicino diverse volte a uccidere il giovane hunter (anche potenziandosi con il veleno di Kasaka tramite la Benedizione di Kandiaru) prima che riesca ad avere la meglio, e ottenendo la ricetta per gli ingredienti della pozione. Tuttavia, rendendosi conto che al suo livello di forza attuale entrare equivarrebbe a un suicidio, Jinwoo decide di rimandare. |                  |                  |
| 7.5      | 7.5 | How To Get Stronger | 25 febbraio 2024 | 9 marzo 2024     |
| 7.5      | 7.5 | Puntata riassuntiva che ripercorre gli eventi dei primi sette episodi. |                  |                  |
| 8        | 8   | This Is Frustrating | 3 marzo 2024     | 16 marzo 2024    |
| 8        | 8   | Jinwoo visita la madre in coma e decide di continuare a diventare sempre più forte per poter raccogliere gli ingredienti che possono salvarla, accettando la richiesta di Jinho così da poter entrare nei dungeon di grado più alto a una condizione: recluteranno gli hunter necessari per poter ripulire i gate sopra il grado C ma saranno solo loro due a entrare nei dungeon. Nel frattempo Yoo Myunghan inizia a cercare di reclutare diversi hunter dalle gilde, cosa che attira l'attenzione dei capigilda di due delle cinque più grandi, Baek Yoonoh della Tigre Bianca e Choi Jong-In degli Hunters, i quali, tuttavia, non vogliono rinunciare ai propri hunter nell'eventualità che si ripeta ciò che è accaduto durante il terzo raid dell'isola di Jeju, dove ne hanno persi molti tra cui Eunseok, un caro amico di Yoonoh. Intanto Jinwoo accetta una richiesta dell'Associazione degli Hunter nel completare un gate di grado C, scoprendo che i partecipanti sono i sopravvissuti agli eventi del dungeon doppio: Joohee, Song Chi-Yul, Kim Sangshik e Kang Jeongho; inoltre, a causa della scarsità di Hunter, assieme a loro si uniscono tre hunter criminali in cambio della riduzione delle loro pene, scortati da un membro della Divisione Sorveglianza e hunter di grado B Kang Taeshik. |                  |                  |
| 9        | 9   | You've Been Hiding Your Skills | 10 marzo 2024    | 23 marzo 2024    |
| 9        | 9   | Proseguendo nel dungeon il gruppo si divide quando giungono davanti a tre diversi percorsi. Taeshik ne approfitta per assassinare i prigionieri su richiesta del padre di una loro vittima, così come Sangshik e Jeongho, giunti sul posto a causa dei due percorsi uniti, per coprire le tracce. Jinwoo, Joohee e Chi-Yul giungono anch'essi dopo aver sentito le grida e affrontano l'ispettore, il quale si rivela un sadico hunter di classe Assassino che preferisce uccidere gli esseri umani piuttosto che i mostri. Nonostante l'esperienza di Chi-Yul come insegnante di scherma, i suoi poteri da mago e l'aiuto di Joohee, Taeshik riesce a sovrastarli fino all'intervento di Jinwoo, il quale viene riconosciuto dall'ispettore, dato che aveva accompagnato Woo Jinchul durante la visita all'ospedale, lasciandolo sorpreso della sua nuova forza. I due sono alla pari fino a che Taeshik utilizza la sua skill segreta Furtività, nascondendo la sua presenza in modo da procurare diverse ferite a Jinwoo, ma, con suo stupore, il ragazzo riesce a curarsi con il ripristino salute della quest giornaliera per, poi, paralizzarlo con Istinto omicida e colpirlo a morte. Una volta eliminato il boss del dungeon, Jinwoo viene coperto da Chi-Yul davanti al sopraggiunto Jinchul. |                  |                  |
| 10       | 10  | What Is This, a Picnic? | 17 marzo 2024    | 6 aprile 2024    |
| 10       | 10  | Joohee confessa a Jinwoo di volere abbandonare il ruolo di hunter mentre questi decide di voler continuare a diventare più forte: poco dopo l'interrogatorio, infatti, Jinchul lo aveva messo al corrente della pericolosità rappresentata da Hwang Dongsoo a causa delle circostanze che hanno portato alla morte il fratello Dongsuk, soprattutto per il fatto di essere un grado S e tutti i vantaggi (legali e non) che ciò comporta. Jinho acquista i diritti su diversi dungeon di grado C e recluta hunter di basso grado per raggiungere gli otto partecipanti necessari, tra cui è presente anche Han Song-Yi, amica e compagna di classe di Jinah, e come da accordo solo lui e Jinwoo entrano effettivamente nei dungeon, con quest'ultimo che sale continuamente di livello ottenendo e potenziando diverse skill come Furtività, ottenuta da una pietra runica dopo lo scontro con Kang Taeshik. Durante uno dei raid, inoltre, riceve un messaggio: avendo raggiunto il livello 40, è possibile affrontare una quest per il cambio di classe. Nel frattempo, il capo del Dipartimento di Gestione della Seconda Divisione della Tigre Bianca, Ahn Sangmin, cercando di capire chi si stia accaparrando diversi dungeon al doppio della cifra richiesta nota il nome di Jinwoo tra i partecipanti. Ricordandosi dei diversi incidenti in cui era presente e ipotizzando che possa avere subito un secondo risveglio, tenta di reclutarlo insieme al suo assistente Hyun Kichul, ma il giovane hunter rifiuta e, quasi a minacciarlo con le sue abilità, gli intima di mantenere il segreto in cambio di cedergli i diritti di tre dei loro dungeon per seicento milioni di won (anche se in seguito Sangmin scoprirà che ci sono gate di grado C nella zona della gilda a prezzi più convenienti). Il giorno dopo Jinwoo si prepara ad affrontare la quest per il cambio di classe. |                  |                  |
| 11       | 11  | A Knight Who Defends an Empty Throne | 24 marzo 2024    | 13 aprile 2024   |
| 11       | 11  | Jinwoo inizia la quest per il cambio di classe, venendo trasportato all'interno di un castello dove affronta cavalieri, arcieri, assassini e maghi (simili a coloro affrontati in precedenza) e senza la possibilità di usare l'Inventario o uscirne se non con la Pietra del ritorno, ottenendo, comunque, diversi drop per recuperare le forze tra cui pezzi di equipaggiamento che gli forniscono protezione e un aumento alle statistiche. Giunto alla fine del percorso si confronta con il Comandante dei cavalieri, Igris Rossosangue, il quale si dimostra più potente di lui tanto da volersi mettere allo stesso livello del giovane hunter in un combattimento corpo a corpo e riuscendo a batterlo a malapena. La quest, tuttavia, non si è ancora conclusa, con Jinwoo che deve sopravvivere a un'orda apparentemente senza fine di cavalieri. Nel frattempo Jinho si vede con suo padre per discutere sulla questione della gilda insieme al fratello Jinsung, con il quale non va molto d'accordo e che ha intenzione di voler reclutare anche dei grado S stranieri, mentre Choi Jong-In, con il permesso del Presidente dell'Associazione degli Hunter Go Gunhee, guida alcuni membri della sua gilda in una missione di ricognizione sull'isola di Jeju per testare la forza dei mostri. |                  |                  |
| 12       | 12  | Arise | 31 marzo 2024    | 20 aprile 2024   |
| 12       | 12  | Sfiancato dal numero apparentemente infinito di avversari, Jinwoo ripensa ancora a tutte le persone che avevano sottolineato la sua debolezza, cui si aggiunge una proiezione del suo precedente sé che lo schernisce in quanto, nonostante la sua nuova forza, è rimasto il debole hunter di un tempo. In quel momento, tuttavia, il tempo per la quest giornaliera che Jinwoo si era dimenticato di completare scade, trasferendolo nella zona di penalità dove, senza più restrizioni, può recuperare le forze e prepararsi, ottenendo dal Negozio il pugnale Knight Killer, efficace contro i nemici corazzati, e la skill Tocco del Governante dalla pietra runica di Igris, che gli conferisce capacità telecinetiche. Tornato al castello Jinwoo scopre che i veri nemici sono cinque maghi, i quali evocano i cavalieri tramite dei portali, e una volta ridotti a tre li fondono dando vita a un golem, finendo, però, per diventare facili bersagli. Sconfitti i nemici e completata la quest, il Sistema offre a Jinwoo la classe nascosta Necromante che inizialmente rifiuta, a causa dell'apparente contrasto tra le sue abilità di combattente e quelle da mago, ma una volta compreso che la battaglia serviva a fargli capire le potenzialità legate a essa accetta, e in base ai suoi progressi la classe si evolve in Monarca delle Ombre: da adesso, tramite un processo di estrazione di tre tentativi sulla base della differenza di forza del bersaglio e il tempo trascorso dalla morte, sarà in grado di riportare in vita i caduti sotto forma di Ombre, conservarli all'interno della propria e rigenerarli con il mana, ottenendo di fatto un esercito immortale cui entra a far parte anche Igris. Nel frattempo, gli Hunters fanno una scoperta terrificante: le formiche giganti dell'isola di Jeju hanno iniziato a evolversi sviluppando delle ali. |                  |                  |

### Seconda stagione
| Nº serie | Nº | Titolo italiano | In onda          | In onda          |
| Nº serie | Nº | Titolo italiano | Giapponese       | Italiano         |
| 13       | 1  | You aren't E-rank, are You | 4 gennaio 2025   | 25 gennaio 2025  |
| 13       | 1  | Il giorno dopo aver affrontato la quest per il cambio di classe, Jinwoo si reca presso il liceo dove studia sua sorella Jinah per il colloquio con gli insegnanti. Nell'occasione, una professoressa gli chiede di convincere Han Song-Yi a rinunciare alla carriera di hunter e riprendere i suoi studi. Jinwoo accetta e propone alla ragazza (essendo una grado E) di partecipare a un gate di allenamento per la gilda Tigre Bianca insieme ad altri hunter di grado compreso tra il D e il B, e il cui caposquadra è un tank di grado A chiamato Kim Chul. Una volta entrati, però, il dungeon diventa un red gate, fenomeno in cui l'entrata viene sigillata e i partecipanti finiscono letteralmente in un altro mondo, più pericoloso di quanto preventivato e da cui possono uscirne solo sconfiggendo il boss oppure che si verifichi un Dungeon Break; il tempo stesso è dilatato, al punto che un giorno equivale a un'ora sulla Terra. Il gruppo ha un assaggio di quello che li aspetterà subendo un'imboscata degli Elfi dei ghiacci, umanoidi noti per la loro crudeltà e per questo soprannominati Byakki (demoni bianchi), che riescono a uccidere uno degli hunter più deboli. A questo punto Kim Chul decide di prendere con sé i membri più forti mentre Song-Yi e il grado C Go Myung-Hwan vengono guidati da Jinwoo, cui si aggiunge la grado B Park Heejin che si è resa conto del suo potenziale. Giunti in una foresta Jinwoo affronta con successo gli Orsi dei ghiacci proteggendo gli altri e, mentre il gruppo si riposa, decide di testare il proprio esercito di Ombre contro altri esemplari, riuscendo a sgominare anche il loro capobranco grazie alla forza di Igris. Il gruppo di Kim Chul, invece, viene decimato dagli elfi dei ghiacci, con quest'ultimo che scappa in preda alla paura. Intanto, Choi Jong-In informa il presidente Go Gunhee che i mostri dell'isola di Jeju si sono evoluti mentre Hwang Dongsoo arriva in Corea per vendicare la morte del fratello, giungendo insieme a Woo Jinchul davanti al red gate dove, insieme ad Ahn Sangmin e Hyun Kichul, è presente Baek Yoonoh. |                  |                  |
| 14       | 2  | I Suppose You aren't Aware | 11 gennaio 2025  | 1º febbraio 2025 |
| 14       | 2  | Ormai segnato dal tempo trascorso, l'ostilità del luogo e la morte dei compagni sotto il suo comando, Kim Chul giunge al campo dell'altro gruppo, ma vedendo come essi possiedono l'equipaggiamento adatto li accusa di averli traditi e fa per attaccarli, venendo fermato da Jinwoo. Questi rivela, inoltre, la presenza degli elfi dei ghiacci guidati dal loro capo Baruka, con Jinwoo che si rende conto di comprendere e saper parlare la loro lingua. Baruka rivela che tutti loro sentono una voce che gli ordina di uccidere gli umani, ma nel caso di Jinwoo ciò non accade e pertanto cerca di convincerlo a consegnargli i suoi compagni in cambio della sua vita. Quando, però, Jinwoo cerca di saperne di più qualcosa "resetta" l'elfo di pochi secondi, costringendo il ragazzo a combattere lui e i suoi soldati con il suo esercito di Ombre (cui si sono aggiunti gli Orsi dei Ghiacci). Durante lo scontro Kim Chul, ripresosi, si intromette nel duello tra i due comandanti tentando di colpire Jinwoo, il quale lo fa uccidere senza difficoltà da Igris e rendendolo un Soldato Ombra che ribattezza Iron, con cui riesce a uccidere Baruka. Nel frattempo, all'esterno del red gate rischia di scatenarsi un feroce scontro tra Baek Yoonoh e Hwang Dongsoo, a causa dei sospetti di quest'ultimo nei riguardi di Ahn Sangmin per via del suo interessamento verso Jinwoo, venendo fermati da Woo Jinchul e con Dongsoo che viene anche richiamato negli Stati Uniti. Una volta che i superstiti del raid sono usciti dal gate Yoonoh cerca di sapere da Jinwoo cosa sia successo, ma il ragazzo lo respinge freddamente, dicendogli di accontentarsi che abbia salvato la vita ai suoi sottoposti: il comportamento di Jinwoo è legato alla delusione per non essere riuscito a estrarre l'ombra di Baruka nei tre tentativi richiesti, dovendosi accontentare di ricevere uno dei suoi pugnali. Il giorno dopo, Jinwoo si incontra con Jinho portando nuovamente con sé Song-Yi. |                  |                  |
| 15       | 3  | Still a Long Way to Go | 18 gennaio 2025  | 8 febbraio 2025  |
| 15       | 3  | Jinwoo e Jinho portano a termine anche l'ultimo raid che avevano pianificato, al che il secondo chiede a suo padre di affidargli il comando della gilda che vogliono creare al posto di Jinsung. Myunghan accetta a patto che Jinho arruoli Jinwoo, in quanto ha saputo che è grazie a lui se suo figlio a soddisfatto i requisiti richiesti, prima che lo facciano le altre gilde. Questi, intanto, fa ritorno al Castello dei Demoni per raccogliere gli oggetti che servono per l'Elisir della vita, ottenendo dai boss del 50º e 75º piano, Vulcan e Metus, rispettivamente una Scheggia dell'Albero del Mondo e l'Acqua sorgiva della Foresta dell'eco così come due pezzi di un set di equipaggiamento, mentre raccogliendo diecimila anime dai demoni (che non può rendere Soldati Ombra a causa del loro mana contaminato) ottiene una chiave ma senza alcuna descrizione. La quest, tuttavia, si rivela troppo lunga, anche con l'aiuto del capobranco degli Orsi dei ghiacci a cui dà il nome Tank, costringendolo a rinunciare a causa dell'esaurimento di viveri. Intanto, all'interno di un dungeon negli Stati Uniti, un uomo misterioso mette KO diversi hunter, sostenendo di esserlo a sua volta e di essere rimasto intrappolato per diversi anni. Essendo l'uomo coreano, viene chiamato Hwang Dongsoo per interrogarlo nella sua lingua: egli si rivela come Sung Il-Hwan, il padre di Jinwoo e Jinah, il quale avverte che la comparsa di Gate e mostri è solo l'inizio di una minaccia ben più grave. Tuttavia, Dongsoo, una volta appreso del suo legame con Jinwoo, non mostra interesse per le sue parole e, anzi, lo provoca affermando che suo figlio è morto. Questo causa uno scontro tra i due hunter da cui, però, il grado S esce sconfitto in pochi secondi. |                  |                  |
| 16       | 4  | I Need to Stop Faking | 25 gennaio 2025  | 15 febbraio 2025 |
| 16       | 4  | Jinwoo decide di sottoporsi a un riesame di grado, in quanto sa di non poter tenere nascoste le sue nuove capacità ancora a lungo. Quando, però, la macchina per valutare il grado degli hunter dà come risultato "errore", gli esaminatori si rendono conto di trovarsi di fronte a un nuovo grado S, il decimo della nazione. Sul luogo, insieme a Woo Jinchul, è presente Choi Jong-In che tenta di reclutare Jinwoo, ma questi lo liquida sbrigativamente (in parte dovuto al soprannome di "arma più forte dell'umanità" del grado S che ha influenzato la sua reputazione) e lascia l'edificio poco prima dell'arrivo di Baek Yoonoh, anch'esso intenzionato a reclutarlo dopo l'incidente del red gate. In seguito, mentre è in visita alla madre malata, il ragazzo viene avvicinato da Jinchul che lo presenta al presidente Go Gunhee, il quale gli propone di lavorare per lui senza entrare in nessuna gilda in quanto l'ingresso di un nuovo grado S in qualunque di esse spezzerebbe l'equilibrio creatosi tra loro. Jinwoo, tuttavia, rifiuta perché, nonostante i vantaggi che ciò comporta, rischierebbe di rallentare nel suo percorso di diventare più forte. Nel frattempo, Hwang Dongsoo riesce a svegliarsi dopo lo scontro con Il-Hwan che lo ha lasciato malconcio, giurandogli vendetta - nonostante l'avvertimento di quest'ultimo di stare lontano dalla sua famiglia, altrimenti "nemmeno la morte potrà salvarlo da lui" - usando un artefatto, ovvero equipaggiamenti di alto livello. Anche Jinwoo decide di acquistarne qualcuno in vista della sua scalata al Castello dei Demoni, decidendo di iscriversi a un raid della gilda Hunters come parte della squadra di estrazione, addetta a raccogliere i cristalli, in modo da avere una giustificazione per vendere la Sfera dell'Avarizia ottenuta da Vulcan, nonostante possa raddoppiare il danno magico. Una volta dentro il dungeon, però, non resiste alla tentazione di cercare il boss per continuare a testare i propri poteri, ma una volta davanti alla porta viene sorpreso da Cha Hae-In, la nona grado S del Paese soprannominata la "Principessa danzante", che lo aveva notato a causa della sua aura particolare. |                  |                  |
| 17       | 5  | This is What We're Trained to Do | 1º febbraio 2025 | 22 febbraio 2025 |
| 17       | 5  | Jinwoo riesce a eludere i sospetti di Cha Hae-In e ad andarsene, non prima, però, di aver destato l'interesse della grado S: la ragazza, infatti, possiede una forte sensibilità olfattiva al mana, cosa che la porta a coprirsi il naso con un fazzoletto in presenza degli hunter, ma su Jinwoo, invece, sente per la prima volta un odore gradevole. Avendo aiutato enormemente la squadra di estrazione grazie alla sua forza, Jinwoo viene invitato a partecipare anche ai raid di due gate rispettivamente di grado C e A il giorno dopo, guidati dalla Squadra B degli Hunters. Completato facilmente il primo gate, il capitano della Squadra B, l'hunter di grado A Son Kihoon, chiede di prendere in prestito un membro della squadra di estrazione come rimpiazzo a causa dell'assenza del loro addetto ai trasporti in modo da esplorare il prossimo, con Jinwoo che accetta. Una volta dentro il dungeon, però, non solo incontrano degli Sciacalli dei Dungeon, mostri canini di grado C, ma scoprono che sono stati addomesticati. In quel momento sopraggiunge un gruppo di Alti Orchi che riescono a mettere in difficolta la squadra, motivo per cui Jinwoo decide di aiutarli segretamente (anche se il suo intervento viene notato dalla caster Lee Bora). Vista la situazione Kihoon decide di uscire dal dungeon, ma una volta arrivati all'entrata la trovano sigillata da una barriera che impedisce ai Caster di neutralizzarla. In quel momento vengono raggiunti da altri Alti Orchi, con uno di essi che funge da tramite per il boss del dungeon: Kargalgan, un Alto Orco sciamano che riesce a parlare la loro lingua ed è desideroso di incontrarli. Costretti ad accettare, Kihoon e tutti gli altri membri chiedono a Jinwoo di avvertire immediatamente l'esterno non appena attaccheranno il boss in modo da forzarlo ad abbassare la barriera, per poi seguire gli orchi nella sala del trono di Kargalgan, completamente gremita dei suoi soldati, mentre fuori dal dungeon arriva Cha Hae-In. |                  |                  |
| 18       | 6  | Don't Look Down on My Guys | 8 febbraio 2025  | 1º marzo 2025    |
| 18       | 6  | Kargalgan rivela agli hunter che il motivo per cui li ha convocati è per dare intrattenimento ai suoi soldati, paralizzando tutti con il suo enorme potere magico tranne Kihoon che, però, è totalmente alla mercé degli incantesimi dello sciamano. A questo punto Jinwoo decide di intervenire, salvando Kihoon ed evocando i suoi Soldati Ombra, ora potenziati con la sua nuova skill Dominio del Monarca e con il suo potere che non solo viene percepito da Cha Hae-In, entrata nel dungeon con solo un piccone dato che non possiede il suo equipaggiamento, ma anche all'esterno da Woo Jinchul e la sua squadra, presenti proprio per monitorare il nuovo grado S e scoprendo, inoltre, che la precedente valutazione di mana del gate è risultata errata, avvicinandolo al grado S. Intanto, le capacità rigenerative dei Soldati Ombra unite al recupero di mana di Jinwoo tramite le pozioni, così come al fatto che resusciti i nemici sconfitti, porta Kargalgan a intervenire personalmente, venendo, però, ostacolato dal giovane hunter che riesce a eliminarlo e a renderlo un Soldato Ombra a cui dà il nome Zanna. Il tutto sotto lo sguardo non solo della Squadra B ma anche di Hae-In e Jinchul, il quale fa promettere ai presenti di non rivelare pubblicamente nulla di quanto visto. Il giorno dopo Kihoon riferisce quanto successo a Choi Jong-In, il quale ora trova il proprio soprannome ridicolo se paragonato a Jinwoo ed è deciso a reclutarlo. Questi, intanto, si vede con Jinho per discutere della proposta di suo padre e, allo stesso tempo, il famoso attore Lee Minsung si prepara per la conferenza in cui annuncerà il suo risveglio come hunter di grado A. |                  |                  |
| 19       | 7  | The 10th S-rank Hunter | 15 febbraio 2025 | 8 marzo 2025     |
| 19       | 7  | Arrivato il giorno della sua rivalutazione ufficiale come decimo grado S della Corea del Sud, Jinwoo giunge alla sede dell'Associazione dove, involontariamente, sposta tutta l'attenzione dei giornalisti giunti a intervistare Lee Minsung, il quale pianificava di usare il proprio risveglio e unirsi alla gilda Mietitori, guidata dal grado S Lim Tae-Gyu, come strategia per distogliere l'attenzione dei media da diversi pettegolezzi sul suo conto. All'interno dell'edificio Jinwoo dà sfoggio del proprio potere evocando le sue Ombre, impressionando il presidente Go Gunhee, Baek Yoonoh e Choi Jong-In, i quali tentano di reclutarlo nelle rispettive gilde, ma cercando di evitarli commette l'errore di uscire dall'ingresso principale, venendo ripreso dai giornalisti e finendo per essere conosciuto in tutto il paese, riuscendo a eluderli grazie alle proprie capacità fisiche. La cosa viene notata da Yoonoh, il quale, capendo come la sua forza sia aumentata dal loro ultimo incontro, arriva alla conclusione che Jinwoo sia un hunter in grado di diventare più forte. Questi, intanto, si dirige alla casa d'aste degli Hunter per vendere la Sfera dell'Avarizia in modo da acquistare artefatti contro il fuoco del Castello dei Demoni, ma quando scopre che anche il valore degli oggetti comprati dal Negozio è alto decide di vendere questi ultimi e tenere la sfera. Inoltre, ospita a casa sua Yoo Jinho, cacciato di casa da suo padre in quanto non solo non è riuscito a convincere Jinwoo ma ha deciso, piuttosto, di unirsi a lui, per poi mettere sua sorella Jinah e in seguito l'intera città sotto la protezione delle sue Ombre. Intanto, però, Myunghan accusa i primi sintomi della Sindrome del Sonno eterno, dovuta alla sua bassa resistenza al potere magico e causata, probabilmente, dalla vicinanza con il figlio, mentre una delle formiche volanti dell'isola di Jeju riesce a raggiungerne un'altra abitata. Tornato al Castello dei Demoni, Jinwoo riceve una nuova quest in cui dovrà ottenere l'anima del Re dei Demoni Baran; inoltre, affida la Sfera dell'Avarizia a Zanna, grazie alla quale riesce a sprigionare un devastante attacco che elimina immediatamente un gigantesco demone. Jinwoo divide i propri Soldati Ombra in diverse squadre, in modo da trovare più facilmente i lasciapassare per i piani superiori, ma una volta arrivato all'80º viene rallentato da un gruppo di demoni, riuscendo a eliminare facilmente i cavalieri per poi concentrarsi sul loro leader. |                  |                  |
| 20       | 8  | Looking Up was Tiring Me Out | 22 febbraio 2025 | 15 marzo 2025    |
| 20       | 8  | L'ultimo demone rimasto si presenta come Esil Radir, la principessa dell'omonima famiglia risiedente nell'80º piano, da cui Jinwoo scopre che anche loro sentono una voce nella testa, la quale, però, gli dice di proteggere il luogo. Inoltre, prima che qualcosa (la stessa che aveva resettato Baruka nel momento in cui stava per rivelare informazioni importanti) la faccia svenire, Esil rivela che tutti loro provengono originariamente dal Regno dei Demoni e sono giunti nell'Instance Dungeon nel momento in cui stavano per muovere guerra contro un essere potente. In cambio della vita di Esil e della sua famiglia, Jinwoo decide di scortarla al castello dei Radir dove si fa consegnare il lasciapassare dal padre, per poi farsi accompagnare da lei in modo da trovare gli altri appartenenti ai restanti clan. Nel frattempo, la formica giunta su un'isola giapponese ha mietuto centinaia di vittime prima di essere abbattuta, portando la Corea del Sud e il Giappone a collaborare in un'operazione congiunta per un nuovo raid sull'isola di Jeju volta a eliminare la regina, affinché la sua prole muoia entro un anno a causa della loro bassa durata di vita. Per fare questo la Corea decide di mobilitare tutti i loro grado S e le loro gilde mentre il Giappone la gilda Spada Sguainata, di cui fanno parte undici grado S tra cui il loro leader Goto Ryuji. Intanto Jinwoo ed Esil riescono a raggiungere il 100º piano dove affrontano il Re dei Demoni Baran a cavallo della sua viverna Kaisellin, il quale si dimostra fin da subito un avversario decisamente ostico, e anche se Jinwoo, con l'aiuto delle sue Ombre, riesce a eliminare sia il suo esercito che la sua cavalcatura finisce per esaurire completamente il proprio mana, con lo scontro che sfocia in un duello tra i due. Quando, però, Baran sta per sferrare un colpo fatale a Jinwoo viene distratto dall'intervento di Esil - in quanto, nonostante Jinwoo sia un "invasore", col tempo ha sviluppato dei sentimenti per lui -, permettendo al giovane hunter di sferrargli il colpo di grazia e portando la famiglia Radir al vertice nella gerarchia all'interno del castello. |                  |                  |
| 21       | 9  | It was All Worth It | 1º marzo 2025    | 22 marzo 2025    |
| 21       | 9  | Sconfitto Baran, Jinwoo ottiene - oltre alle sue armi e al terzo pezzo del set di equipaggiamento - l'ultimo ingrediente, il Sangue purificato del Re demone, con cui riesce a creare sei fiale dell'Elisir della vita, così come la pietra runica della skill Scambio Ombra, potendo scambiarsi di posto con una di esse dopo tre ore, e l'ombra di Kaisellin che rinomina Kaisel. Non perdendo altro tempo, Jinwoo saluta Esil e usa la sua nuova abilità per tornare nel mondo reale, dirigendosi all'ospedale dove riesce a guarire sua madre dalla Sindrome del Sonno eterno. Nel frattempo Baek Yoonoh si vede con il suo vecchio compagno d'armi Min Byung-Gyu, un healer di grado S e veterano come lui del terzo raid dell'isola di Jeju, dal carattere umoristico ma pacifista e che si è ritirato dopo la morte del loro amico Eunseok per poter diventare un impiegato pubblico. Il giorno dopo Go Gunhee convoca una conferenza per annunciare il quarto raid di Jeju in collaborazione con il Giappone, anche se sia lui che Woo Jinchul sono preoccupati per la temporanea presenza nel paese di Thomas Andre, un hunter statunitense di grado S talmente forte da essere riconosciuto a livello nazionale. Gunhee riesce a contattare Jinwoo per convincere anche lui a partecipare al raid, ma prima che il ragazzo possa dare una risposta vengono interrotti dal potere magico scaturito dagli allenamenti dei grado S nella palestra. Insieme a loro giungono anche gli hunter della Spada Sguainata, ma quando la loro interprete, Hanekawa, sminuisce la forza dei presenti viene sfidata da Park Jongsoo, hunter di grado A e capogilda dei Cavalieri (unica tra le cinque grandi gilde a non avere un grado S), che è riuscito a capirla. Per placare gli animi Goto Ryuji propone uno scontro amichevole fra i due schieramenti, che prevede la vittoria tramite presa del polso, atterramento o toccando il pavimento tranne che con i piedi e solo tra i membri combattenti: Cha Hae-In, Lim Tae-Gyu, Yoonoh e il capogilda di Fama Ma Dongwook per la Corea mentre Kanae Tawata, Atsushi Kumamoto, Minoru Hoshino e Kenzo Tanaka per il Giappone. |                  |                  |
| 22       | 10 | We Need a Hero | 8 marzo 2025     | 29 marzo 2025    |
| 22       | 10 | Nonostante i loro sforzi gli hunter coreani finiscono per perdere contro gli avversari giapponesi, con soltanto Cha Hae-In che riesce a cavarsela contro Kanae Tawata e Atsushi Kumamoto. Quest'ultimo, tuttavia, dopo essere stato colpito pesantemente, passa in uno stato di frenesia e rischia di ferirla seriamente, portando Jinwoo a intervenire e ad atterrarlo. Goto Ryuji, avendo dei dubbi che il nuovo grado S sia classificato come Mago, decide di sfidarlo per capire la sua vera forza, con Jinwoo che accetta a condizione che anche Goto faccia sul serio. Grazie all'esperienza ottenuta nel Castello dei Demoni, Jinwoo riesce a schivare senza problemi i colpi del capogilda giapponese portandolo a spazientirsi, il quale arriva a volerlo uccidere deliberatamente ma riuscendo a procurargli solo un graffio, e prima che la cosa degeneri i due vengono trattenuti dai presenti. Segretamente, Jinwoo affida a cinque di loro alcune delle sue Ombre per poi affermare al presidente Go la sua decisione di non prendere parte al raid sull'isola di Jeju, in quanto, ora che ha di nuovo sua madre, non vuole rischiare di distanziarsi ulteriormente dalla sua famiglia. Intanto, la Regina delle Formiche, conscia che le risorse sull'isola sono finite tanto da aver spinto la sua prole al cannibalismo, riesce a creare il più potente dei suoi soldati affinché li guidi verso la conquista oltreoceano. Il giorno dopo ha inizio il quarto raid dell'isola di Jeju e, come da piano, gli hunter giapponesi fungeranno da diversivo, attirando le formiche con il loro potere magico, mentre una squadra composta da Choi Jong-In, Cha Hae-In, Baek Yoonoh, Ma Dongwook e Lim Tae-Gyu penetrerà nel formicaio per uccidere la regina, la quale non potrà chiamare aiuto grazie a un dispositivo di disturbo; a loro si uniscono anche Min Byung-Gyu, che ha deciso di volerli aiutare, e un grado A che fungerà da reporter, mentre i membri delle gilde sorveglieranno il perimetro e diversi hunter (tra cui Lee Joohee e Song Chi-Yul) difenderanno la terraferma. Entrati nel formicaio, la squadra coreana giunge nella camera delle uova e rimangono angosciati dalle dimensioni di quello da cui è uscito il Re delle Formiche, il quale, nel frattempo, ha raggiunto il gruppo composto da Akari Shimizu, Tatsumi Fujishima e Kenzo Tanaka, e, facendo sfoggio di un'incredibile velocità, decapita la giovane healer. |                  |                  |
| 23       | 11 | It's Going to Get Even More Intense | 15 marzo 2025    | 5 aprile 2025    |
| 23       | 11 | La squadra coreana riesce a farsi largo tra le guardie reali della Regina fino a raggiungerla, dando fondo a tutte le loro forze per riuscire a sconfiggerla. Tutti celebrano la vittoria, ma in quel momento, richiamato dal grido di morte della Regina (e nonostante il segnale di disturbo), appare il Re delle Formiche - subito dopo aver ucciso anche Kenzo Tanaka, Tatsumi Fujishima, Kei e Ippei Izawa -, una formica nera bipede il cui potere magico è così grande da paralizzarli tutti. Subito dopo aver ottenuto le memorie della Regina cibandosi del cadavere, il nuovo avversario si scatena sui grado S, rivelandosi così forte da sovrastarli tutti e finendo per uccidere Byung-Gyu, divorandone la testa e ottenendo la capacità di parlare. Immobilizzato Yoonoh, egli rivela di voler vendicare la morte della Regina uccidendo il "re" degli umani e gli domanda dove sia, per poi avvertire la presenza di Goto Ryuji all'esterno. Questi, nel frattempo, viene a sapere del destino dei suoi compagni, ma non sembra essere dispiaciuto per le loro morti, venendo poi contattato dal presidente dell'Associazione degli Hunter giapponese Matsumoto Shigeo: si scopre che dietro l'intero raid vi è un'operazione segreta volta a eliminare gli hunter più forti della Corea del Sud, lasciandoli alla mercé delle formiche in modo da permettere solo al Giappone di ripulire l'isola e ottenere una maggiore influenza internazionale. Poco prima che inizino il loro piano, però, il gruppo di Goto viene attaccato dal Re delle Formiche, che uccide Mari Ishida mentre Minoru Hoshino viene allontanato dal suo capogilda. Alla domanda del mostruoso essere se è lui il re, Goto lo afferma spavaldamente ma, come tutti gli altri, viene facilmente ucciso. Nel frattempo la squadra coreana, provata dalla precedente battaglia, si ritrova contro le formiche tornate nel formicaio quando, dalle loro ombre, emergono i Soldati Ombra di Jinwoo, con quest'ultimo che si prepara a usare lo Scambio Ombra. |                  |                  |
| 24       | 12 | Are You the King of Humans | 22 marzo 2025    | 12 aprile 2025   |
| 24       | 12 | Giunto su Jeju, Jinwoo salva la squadra coreana dalle formiche e cura le loro ferite con le sue pozioni, ma le pessime condizioni di Cha Hae-In le impediscono di guarire completamente. Intanto, a causa della caduta del segnale che non permette la trasmissione delle immagini, tutti all'infuori dell'isola sono in apprensione per le sorti degli hunter; d'altra parte, Matsumoto Shigeo, pur rimasto sconvolto dalla perdita di molti dei loro grado S tra cui Goto, sceglie di mandare avanti il suo piano facendo ritirare i sopravvissuti Kanae Tawata, Atsushi Kumamoto e Minoru Hoshino. Nel frattempo, il segnale delle trasmissioni riprende nel momento in cui Jinwoo si prepara a fronteggiare il Re delle Formiche dopo che questi ne aveva percepito il potere, riuscendo a resistere alla sua forza e a metterlo in difficoltà, spingendolo a evolversi in una forma ancora più potente in grado di eguagliare la velocità dell'hunter. I due sfidanti si dimostrano alla pari finché Jinwoo non evolve la sua skill Colpo fatale in Mutilazione, permettendogli di scagliare una serie di veloci fendenti con i suoi pugnali che lo salvano da un attacco e riducono in fin di vita il suo avversario. Capendo di essere stato sovrastato nonostante il proprio enorme potere magico e le diverse abilità ottenute divorando gli esseri viventi, il Re delle Formiche cerca di fuggire ma viene fermato e finito da Jinwoo, e con la sua morte le formiche iniziano a disperdersi verso l'esterno. Purtroppo, però, le condizioni di Hae-In sono così gravi che nemmeno l'Elisir della vita sembra funzionare, mettendo Jinwoo in una situazione ancora più critica quando all'improvviso sente una voce chiamarlo. |                  |                  |
| 25       | 13 | On to the Next Target | 29 marzo 2025    | 19 aprile 2025   |
| 25       | 13 | La voce appartiene a Min Byung-Gyu che, una volta rianimato come ombra, procede immediatamente a curare e salvare Cha Hae-In, per poi, in segno di rispetto e su richiesta di Baek Yoonoh, venire rilasciato da Jinwoo in modo da donargli la pace lontano dai campi di battaglia. Mentre la squadra coreana evacua dall'isola, Jinwoo decide di restare e ottenere altra esperienza dalle formiche terrestri e le loro uova, raggiungendo il livello 100, e trasforma in Soldati Ombra sia loro che il Re delle Formiche: con sua sorpresa, questi si rivela essere in grado di parlare - in quanto la sua forza lo ha promosso al grado di Generale - e gli giura fedeltà per averlo fatto rinascere, venendo chiamato Beru. Intanto, però, le formiche, ormai senza una guida, iniziano a scatenarsi e a lasciare l'isola, venendo ostacolate dalle forze di mare ma riuscendo, comunque, a raggiungere la terraferma dove si scontrano con gli hunter posti a difesa. Vista la situazione, Jinwoo decide di mandare Beru a occuparsene, il quale, con la sua velocità, riesce a distruggerne gran parte insieme a quelle sulla terraferma, mentre l'hunter salva da esse l'elicottero della squadra coreana. Il quarto raid dell'isola di Jeju ha così fine con la vittoria da parte della Corea, con Matsumoto Shigeo che decide di annullare il suo piano a causa delle perdite subite e dalla forza dimostrata da Jinwoo mentre altrove le restanti formiche vengono facilmente annientate da Liu Zhigang, l'hunter più forte della Cina. Pochi giorni dopo viene eretto un monumento per commemorare i caduti, cui partecipa anche Jinwoo che ora è visto come un eroe anche se non mancano le critiche dovute alla sua non immediata partecipazione al raid. In merito al fatto che, ora, la sua fama si espanderà nel mondo, il presidente Go Gunhee chiede a Jinwoo cosa farà d'ora in poi, con il giovane hunter che afferma di voler creare una propria gilda. Nel frattempo, la gilda dei Cavalieri viene inviata a Jeju per eliminare eventuali formiche sopravvissute e raccoglierne i cristalli quando si imbattono in un umanoide simile a un cavernicolo che parla la lingua dei mostri, ma prima che possano fare qualcosa vengono addormentati da un altro simile a un elfo dei ghiacci. Essi rivelano di essere giunti lì in quanto attirati da un potere che hanno riconosciuto (ovvero quello di Jinwoo), così come un altro appartenente ad alcuni loro bersagli: poco dopo essere spariti in dei rispettivi gate, infatti, compare Sung Il-Hwan. Intanto, Jinwoo rimane bloccato nel traffico a causa di un gate che, una volta entratovi per ripulirlo, diventa un red gate, ma il ragazzo è pronto ad affrontare i mostri grazie alla sua forza e al suo esercito di Ombre. |                  |                  |